# Dorcatoma moderata
Dorcatoma moderata är en skalbaggsart som beskrevs av White 1966. Dorcatoma moderata ingår i släktet Dorcatoma och familjen trägnagare. Inga underarter finns listade i Catalogue of Life.